# Kościół Niepokalanego Serca Najświętszej Maryi Panny w Łaziskach
Kościół Niepokalanego Serca Najświętszej Maryi Panny w Łaziskach – kościół katolicki w Łaziskach, wzniesiony jako cerkiew prawosławna. 

## Historia

### Okres prawosławny
Cerkiew w Łaziskach została wzniesiona w 1910 z funduszu wydzielonego przez władze Imperium Rosyjskiego na budowę nowych świątyń prawosławnych w eparchii chełmsko-warszawskiej, a następnie w eparchiach chełmskiej oraz warszawskiej i nadwiślańskiej, na które została rozdzielona. Została zbudowana jako nowa świątynia na potrzeby erygowanej w 1875 (w miejsce parafii unickiej w ramach likwidacji unickiej diecezji chełmskiej) parafii prawosławnej, zastępując starszą drewnianą cerkiew. W okresie międzywojennym w dalszym ciągu pełniła funkcję parafialnej świątyni prawosławnej.

### Okres katolicki
Kościół katolicki przejął ją w 1946, po wysiedleniu ludności ukraińskiej wyznania prawosławnego. W 1947 ks. Kazimierz Kustroń dokonał ponownego poświęcenia obiektu i przeszedł on adaptację niezbędną dla sprawowania liturgii katolickiej. W 1952 do świątyni wstawiono ołtarz główny autorstwa Stanisława Dudka, z obrazami Matki Boskiej Częstochowskiej, Niepokalanego Serca Najświętszej Maryi Panny i Jezusa Ukrzyżowanego. Rok później przejęcie świątyni przez katolików zostało usankcjonowane zgodą zwierzchnika Polskiego Autokefalicznego Kościoła Prawosławnego.
Ok. 1955 powstała drewniana chrzcielnica. Inne utensylia liturgiczne przeniesiono z kościoła św. Teresy wybudowanego w Łaziskach przed II wojną światową. W 1957, wskutek burzy, zniszczeniu uległ dach kościoła oraz jego wieża. Remont i odbudowa zniszczonych komponentów budowli miały miejsce jeszcze w tym samym roku, sześć lat później pomalowano wnętrze. 
Dawna cerkiew w Łaziskach jest trójdzielna, z kwadratową nawą i prosto zamkniętym prezbiterium oraz odrębnym dachem nad każdą częścią świątyni.